# 生活用品店
生活用品店（せいかつようひんてん）とは、主に生活に必要なもの（日用品）を販売する店舗のことである。生活雑貨店とは異なり、小物雑貨は含まない。

## 生活用品店
- スーパーマーケット
- ホームセンター
- カー用品店
- ディスカウントストア